# 金名線

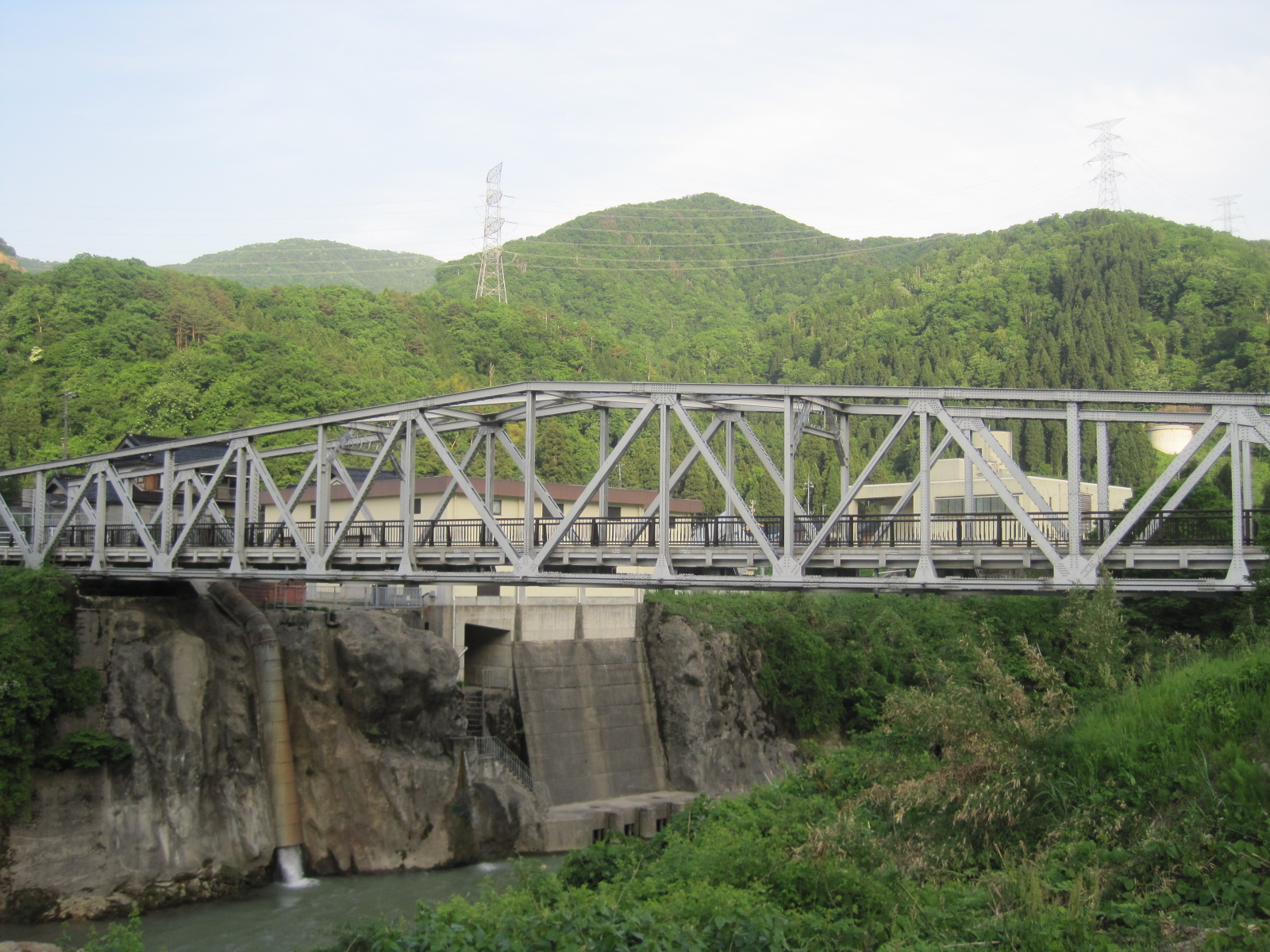
曾經為北陸鐵道金名線一部分的手取川橋樑，在廢除後於同一位置建設了行車天橋金名橋。

金名線（日语：／）是一條於石川縣白山市南部行走，連接舊石川郡鶴來町加賀一之宮站至舊鳥越村白山下站之間，由北陸鐵道經營的鐵路線。於1984年暫停營業，1987年正式廢除。

## 路線資料
- 路線距離（營業距離）：16.8公里
- 軌距：1067毫米
- 車站數目：14座（包含起終點站）
- 雙線區間：沒有（全線單線）
- 電氣化區間：全線（直流電600伏特）

## 歷史
在開業當時，該鐵路線為輕便鐵路，沿線住民會以這親切的名稱稱呼該路線。在1931年（昭和6年）引入汽油列車。在1949年（昭和24年），路線電氣化。
在當初曾經有一個偉大的想法，計劃建設一條鐵路線跨越兩白山地，連接金澤和名古屋之間。在建設與開業時，公司名稱與路線名稱「金名鐵道」是取自金澤的「金」和名古屋的「名」。但是在這個構想中，計劃使用相當於現時白山白川鄉White Road同樣的走線進入岐阜縣，連接於白鳥村內，當時正在建設中的越美南線，並沒有計劃把路線建設至名古屋內。當時為了吸引投資者加入，有許多當地的鐵路公司名稱很宏偉，例如大社宮島鐵道。但是在發起人的財力與實際建設狀況下，加上在戰前由金名鐵道發行的沿線資訊中，沒有記載在白山下站之後的計劃。在拒絕白山下站之後的鐵路許可後，似乎並沒有認真打算把鐵路線連接名古屋，甚或連接越美南線。另外，延伸至名古屋方向時所涉及的巨額建造成本也是一個瓶頸。
金名鐵道由沿線經營運輸業的小堀定信（1888 - 1964）於1925年（大正14年）投資成立。即使資金耗盡，靠近白山下一方的鐵路線於1926年開業，並期待鶴來與金澤之間有合作者能夠出現。直至路線廢除前，正式起點都是定為白山下站。小堀定信為了建設金名鐵道投入許多資本，甚至一度瀕臨破產。為了減少債務，在開業後不久的鶴來至神社前（後來名為加賀一之宮）2.0公里區間賣給金澤電氣軌道。而該區間後來變成北陸鐵道石川線的一部分（鶴來至加賀一之宮），隨後於2009年（平成21年）11月1日廢線。
在金名鐵道路線中，於金澤一方可透過北陸鐵道石川線前身金澤電氣軌道連接金澤市內。而白鳥和名古屋方面，由於需求更多的建設費用，因此該方向的鐵路許可被被拒絕申請。路線沒有向白山下站繼續延伸。
後來在戰時統合下，金名鐵道成為了北陸鐵道的金名線。但是由於沿線人口減少，加上建設了與鐵路線並行的道路。自1970年代起，客量開始減少。在1970年（昭和45年）4月1日起，路線於日間暫停營運，由巴士替代。從昭和45年度至昭和58年度，運輸人次由55萬1000人減少至21萬3000人。金名線經常成為虧損路。在1983年（昭和58年）10月31日，暴雨使大日川至下野之間的大日川橋樑橋墩周邊的基岩被破壞，大日川至白山下之間暫停營業，由巴士替代行走。在1984年（昭和59年）3月11日重開，但是在同年12月12日手取中島至廣瀨之間的手取川橋樑的橋墩岩基受風化影響，加上橋墩基座沖刷侵蝕已變得嚴重，使該橋樑變得十分危險。由當日首班車起，全線暫停行走，全面由巴士替代行走。
最後沒有進行修復，也沒有行走告別列車，於1987年（昭和62年）4月29日正式廢除。

### 年表
- 1925年（大正14年）
  - 5月8日 金名鐵道創業者小堀定信得到鐵路許可（石川郡鶴來町至能美郡鳥越村之間，動力：電氣）[7]
  - 12月22日 小堀定信所屬的鐵路敷設權轉讓給金名鐵道[8]
  - 12月25日 金名鐵道株式會社成立[9]
- 1926年（大正15年）
  - 2月1日 金名鐵道白山下至加賀廣瀨（後來名為廣瀨）之間開業[10]。
  - 12月24日 金名鐵道申請白山下至八幡之間的地方鐵路延長敷設許可。後來在日期不變下，終點改為白鳥並再次提出申請。但是申請被拒絕，理由是「全線工程艱鉅，需要巨大的建設費用，沒有辦法達成收支平衡，也不能預見事業成功，在目前的交通狀態下沒有必要建設。」（拒絕日期不詳）[4]。
- 1927年（昭和2年）
  - 6月12日 加賀廣瀨至神社前（後來名為加賀一之宮）之間開業，全線開通[11]。
  - 12月28日 神社前至鶴來町（現時：鶴來）之間開業[12]。並且連接金澤電氣軌道（日语：金沢電気軌道）。
- 1929年（昭和4年）3月11日 鶴來至神社前之間的路段轉讓給金澤電氣軌道。鶴來町站與鶴來站合併。
- 1931年（昭和6年）7月3日 動力開始同時代用瓦斯[9]
- 1937年（昭和12年）12月8日 神社前站改名為加賀一之宮站。
- 1943年（昭和18年）10月13日 （舊）北陸鐵道、金石電氣鐵道、溫泉電軌、金名鐵道與能登鐵道合併，北陸鐵道成立。金名鐵道的路線被名為金名線。
- 1949年（昭和24年）12月6日 全線電氣化[13]。
- 1955年（昭和30年）4月29日 急行「手取號」開始行走[13]。
- 1970年（昭和45年）4月1日 日間時段暫停列車營運。只有早上和黃昏設有列車行走[13]。
- 1971年（昭和46年）10月11日 結束貨運業務[13]。
- 1983年（昭和58年）10月31日 大日川橋樑被損，大日川至白山下之間不能通行。
- 1984年（昭和59年）
  - 3月11日 大日川至白山下之間重開。
  - 12月12日 全線暫停營業。
- 1987年（昭和62年）
  - 4月17日 向運輸省申請廢除路線[6]。
  - 4月29日 全線廢除[6]。

## 沿線地段影響
在金名鐵道開通後，為白山山腳一帶帶來以下影響。在開通25周年的1949年，當地居民於白山下站前建立了小堀定信半身像。
- 在手取川東岸設有一條二級國道157號金澤岐阜線（日语：国道157号），連接河內、吉野谷、尾口與白峰之間。而對面岸的鳥越則只有郡道（在1960年變為石川縣道）和村道（在1993年變為國道360號（日语：国道360号））。在開通後促進了交通現代化發展。
- 開發手取峽谷觀光設施。
- 來自服部、河合礦山的陶石，以及白山山腳的木材會使用鐵路線運往各地。
- 河內和吉野谷村的居民為了使用鐵路，兩村與鳥越之間建設了橋樑連接。
- 原本隸屬能美郡的鳥越村，在1949年編入石川郡（參見「鳥越村#歷史（日语：鳥越村#沿革）」）。

## 運行形態
除了早上部分列車外，其他列車均直通至石川線白菊町站或野町站（石川縣金澤市）。
在金名線全線非電氣化時，列車只行走於加賀一之宮至白山下之間。在1949年（昭和24年）6月21日時間表修正時起，由於原則上石川線和能美線實行直通運輸，因此鶴來至加賀一之宮之間的石川線區間只可於該段來回行走。從金名線各站來往金澤市內時，需要在加賀一之宮站和鶴來站轉乘兩次。在1949年12月6日，金名線全線電氣化後，原則上由於還有石川線與能美線直通班次，因此金名線會在鶴來折返（在廣瀨站開設車庫後，設有於該站出發或到達的列車）。截至1959年（昭和34年）9月，設有直通列車前往白菊町與野町。當時，白菊町至白山下之間的班次每約60分鐘一班。
在昭和40年代，服部站和下吉谷站撤走列車交會設備後，只有釜清水站設有列車交會設備。在1970年（昭和45年）4月1日起，列車班次數目被削減，變為只於早上6-10時和下午3-9時行走，其餘日間時段安排巴士行走。

## 車站列表
所有車站都是在石川縣內。車站名稱與所在地名稱都是取自廢站時一刻。現在整個區域都是在白山市內。
| 中文站名   | 日文站名 | 英文站名        | 站間營業距離 | 累計營業距離 | 接續路線         | 所在地 | 所在地 |
| ---------- | -------- | --------------- | ------------ | ------------ | ---------------- | ------ | ------ |
| 加賀一之宮 |          | Kaga-ichinomiya | -            | 0.0          | 北陸鐵道：石川線 | 石川郡 | 鶴來町 |
| 手取中島   |          | Tedori-nakajima | 2.7          | 2.7          |                  | 石川郡 | 鶴來町 |
| 廣瀨       |          | Hirose          | 0.3          | 3.0          |                  | 石川郡 | 鳥越村 |
| 瀨木野     |          | Segino          | 1.5          | 4.5          |                  | 石川郡 | 鳥越村 |
| 服部       |          | Hattori         | 0.5          | 5.0          |                  | 石川郡 | 鳥越村 |
| 加賀河合   |          | Kaga-kawai      | 0.8          | 5.8          |                  | 石川郡 | 鳥越村 |
| 大日川     |          | Dainichigawa    | 0.8          | 6.6          |                  | 石川郡 | 鳥越村 |
| 下野       |          | Shimono         | 0.8          | 7.4          |                  | 石川郡 | 鳥越村 |
| 手取溫泉   |          | Tedorionsen     | 1.1          | 8.5          |                  | 石川郡 | 鳥越村 |
| 釜清水     |          | Kamashimizu     | 1.1          | 9.6          |                  | 石川郡 | 鳥越村 |
| 下吉谷     |          | Shimoyoshitani  | 2.9          | 12.5         |                  | 石川郡 | 鳥越村 |
| 西佐良     |          | Nishisara       | 1.6          | 14.1         |                  | 石川郡 | 鳥越村 |
| 三屋野     |          | Mitsuyano       | 1.2          | 15.3         |                  | 石川郡 | 鳥越村 |
| 白山下     |          | Hakusanshita    | 1.5          | 16.8         |                  | 石川郡 | 鳥越村 |

## 運輸、收支業積
| 年度 | 客量（人） | 貨運量（公啊噸） | 營業收入（日圓） | 營業費用（日圓） | 利潤（日圓） | 其他利潤（日圓）   | 其他支出（日圓）             | 支付利息（日圓） |
| ---- | ---------- | ---------------- | ---------------- | ---------------- | ------------ | ------------------ | ---------------------------- | ---------------- |
| 1926 | 90,501     | 6,075            | 40,087           | 22,803           | 17,284       |                    |                              | 9,955            |
| 1927 | 106,830    | 7,973            | 50,167           | 41,210           | 8,957        |                    |                              | 879              |
| 1928 | 145,024    | 14,502           | 66,615           | 53,315           | 13,300       |                    |                              | 14,978           |
| 1929 | 130,163    | 5,413            | 45,096           | 42,085           | 3,011        | 鐵路轉讓利潤49,300 |                              | 52,345           |
| 1930 | 119,288    | 4,084            | 37,804           | 34,589           | 3,215        |                    |                              | 12,063           |
| 1931 | 100,555    | 2,967            | 31,160           | 28,773           | 2,387        |                    |                              | 12,855           |
| 1932 | 96,080     | 2,362            | 29,444           | 22,405           | 7,039        |                    |                              | 11,746           |
| 1933 | 99,159     | 4,695            | 33,344           | 26,667           | 6,677        |                    |                              | 26,188           |
| 1934 | 91,003     | 6,572            | 32,062           | 30,690           | 1,372        |                    | 雜項損壞及折舊9,013          | 21,498           |
| 1935 | 109,704    | 11,116           | 41,763           | 39,893           | 1,870        | 債務減免9,242      | 雜項損壞及折舊3,708溫泉4,782 | 10,474           |
| 1936 | 99,841     | 8,635            | 36,255           | 34,519           | 1,736        |                    |                              | 10,554           |
| 1937 | 119,154    | 15,653           | 50,167           | 41,210           | 8,957        |                    | 雜項損壞8,661                | 879              |
| 1939 | 158,544    | 10,526           |                  |                  |              |                    |                              |                  |
| 1941 | 210,800    | 10,106           |                  |                  |              |                    |                              |                  |

- 資料參考自各年度版《鐵道統計資料》、《鐵道統計》

## 金名鐵道延長計劃線
在金名鐵道申請白山下至白鳥之間的延長線敷設許可時，附上了預測平面圖。跟據當時的申請，總延長距離為50英里28鏈（約81公里），當中在山岳部分設有一段約33‰坡度的路段。延長的路段從白山下站出發，越過手取川後進入尾添川的溪谷，途中設有瀨戶站和尾添站，於中宮溫泉附近再沿蛇谷前進，途中設有中宮站。在蛇谷與枝谷匯合處設有白山登山口站。隨後路線途經妙法山下的「妙寶山隧道」，在隧道內會從石川縣進入岐阜縣。離開隧道後庄川的支流荒谷向庄川南下，進入白川村內的保木脇站、平瀨站和萩町站。隨後進入莊川村（現時：高山市）內的中野站、牧戶站和猿丸站。從該處沿一色川南下，穿越鷲岳和見當山之間的隧道進入高鷲村（現時：郡上市），隨後沿鷲見川進入高鷲村內的鷲見站和大鷲站。接著沿長良川進入北濃村（後來變為白鳥町，現時為郡上市）內的步岐島站和二日町站。最後到達上保村（後來變為白鳥町，現時為郡上市）的白鳥站。

### 計劃中的車站列表
關於英里數，在小數點以下的數字為鏈。白山下至瀨戶之間相距2.15，即代表「2英里15鏈」（2M15ch）。
| 中文站名             | 日文站名 | 距離白山下站 的英里數 | 所在地 （名稱截至取自申請當時一刻） | 所在地 （名稱截至取自申請當時一刻） |
| -------------------- | -------- | --------------------- | ----------------------------------- | ----------------------------------- |
| 白山下               |          | -                     | 石川縣                              | 能美郡鳥越村                        |
| 瀨戶（停留場）       |          | 2.15                  | 石川縣                              | 能美郡尾口村                        |
| 尾添（停車場）       |          | 4.52                  | 石川縣                              | 能美郡尾口村                        |
| 中宮（停留場）       |          | 9.10                  | 石川縣                              | 石川郡吉野谷村                      |
| 白山登山口（停留場） |          | 12.72                 | 石川縣                              | 石川郡吉野谷村                      |
| 保木脇（停留場）     |          | 18.12                 | 岐阜縣                              | 大野郡白川村                        |
| 平瀨（停留場）       |          | 21.36                 | 岐阜縣                              | 大野郡白川村                        |
| 萩町（停留場）       |          | 26.03                 | 岐阜縣                              | 大野郡白川村                        |
| 中野（停留場）       |          | 28.24                 | 岐阜縣                              | 大野郡莊川村                        |
| 牧戶（停車場）       |          | 30.70                 | 岐阜縣                              | 大野郡莊川村                        |
| 猿丸（停留場）       |          | 32.70                 | 岐阜縣                              | 大野郡莊川村                        |
| 鷲見（停留場）       |          | 39.47                 | 岐阜縣                              | 郡上郡高鷲村                        |
| 大鷲（停車場）       |          | 43.40                 | 岐阜縣                              | 郡上郡高鷲村                        |
| 步岐島（停車場）     |          | 46.10                 | 岐阜縣                              | 郡上郡北濃村                        |
| 二日町（停車場）     |          | 48.13                 | 岐阜縣                              | 郡上郡北濃村                        |
| 白鳥（停車場）       |          | 50.28                 | 岐阜縣                              | 郡上郡上保村                        |

## 注腳

## 相關項目
- 日本已停用鐵路線列表
- 石川縣道302號手取川單車道線（日语：石川県道302号手取川自転車道線）（愛稱：手取Canyon Road） - 使用廢線遺址建設了單車徑
- 鐵道敷設法別表列表#第74號（日语：鉄道敷設法別表一覧#第74号） - 該表中的74號路線是「岐阜縣大垣起經福井縣大野至石川縣金澤鐵道」，當中於金澤一方的路段與本路線（和石川線）重疊。